# Château des Belles Ruries
Le château des Belles Ruries est un château situé à Monnaie (Indre-et-Loire) et inscrit aux monuments historiques le 8 juin 1989.